# Friedrich von Berg
Friedrich Wilhelm Bernhard von Berg-Markienen (ur. 20 listopada 1866 w Gut Markienen, zm. 9 marca 1939 tamże) – niemiecki polityk, przewodniczący Tajnej Rady cesarza Wilhelma II.

## Życiorys
Z wykształcenia prawnik. 1885–1892 jako oficer armii pruskiej, był adiutantem księcia Fryderyka Leopolda. Po odejściu z armii rozpoczął karierę urzędniczą. W latach 1903–1903 był landratem powiatu gołdapskiego. Od 1906 członek Tajnej Rady przy cesarzu niemieckim, której następnie przewodniczył (16 stycznia - 11 października 1918). 1916–1918 nadprezydent Prus Wschodnich. Od 1916 roku członek Izby Panów. 1921–1932 przewodniczący Korporacji Niemieckiej Szlachty (Deutsche Adelsgenossenschaft). W latach 1921–1927 był pełnomocnikiem rodziny Hohenzollern w jej negocjacjach z rządem niemieckim dotyczących posiadłości rodowych. Znany ze swoich skrajnie konserwatywnych i monarchicznych poglądów. Po 1932 wycofał się z polityki i osiadł w rodzinnym majątku Gut Markienen.